# Dmitrij Miedwiediew

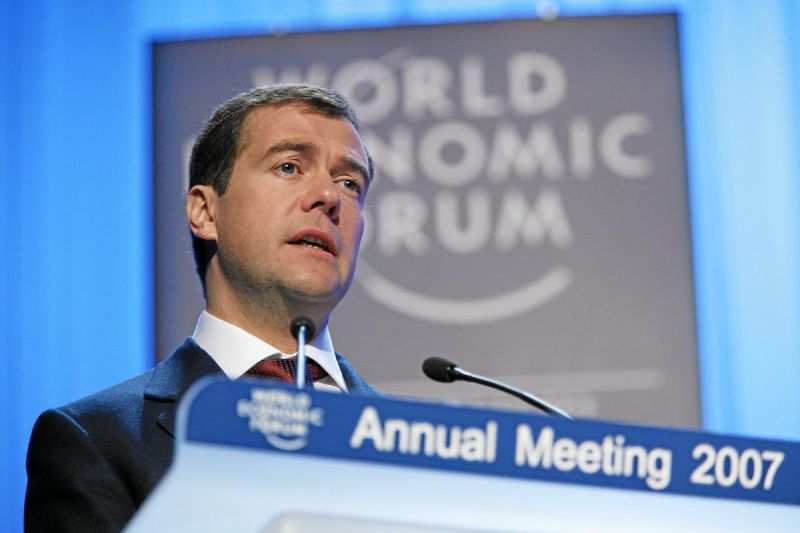
Wicepremier Miedwiediew przemawiający na Światowym Forum Ekonomicznym w Davos, 27 stycznia 2007 r.

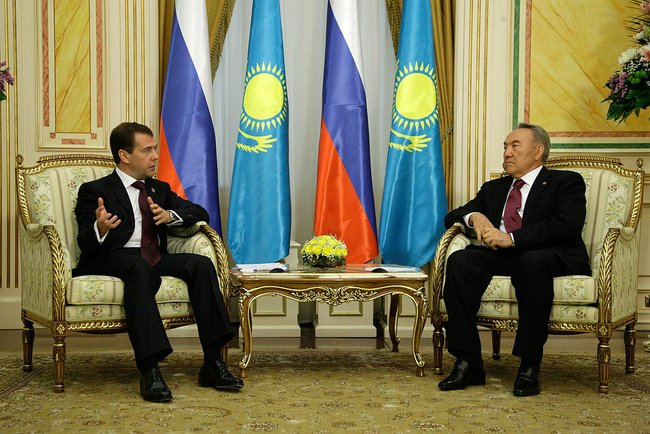
Prezydent Miedwiediew podczas spotkania z prezydentem Kazachstanu Nursułtanem Nazarbajewem, 5 lipca 2010 r.

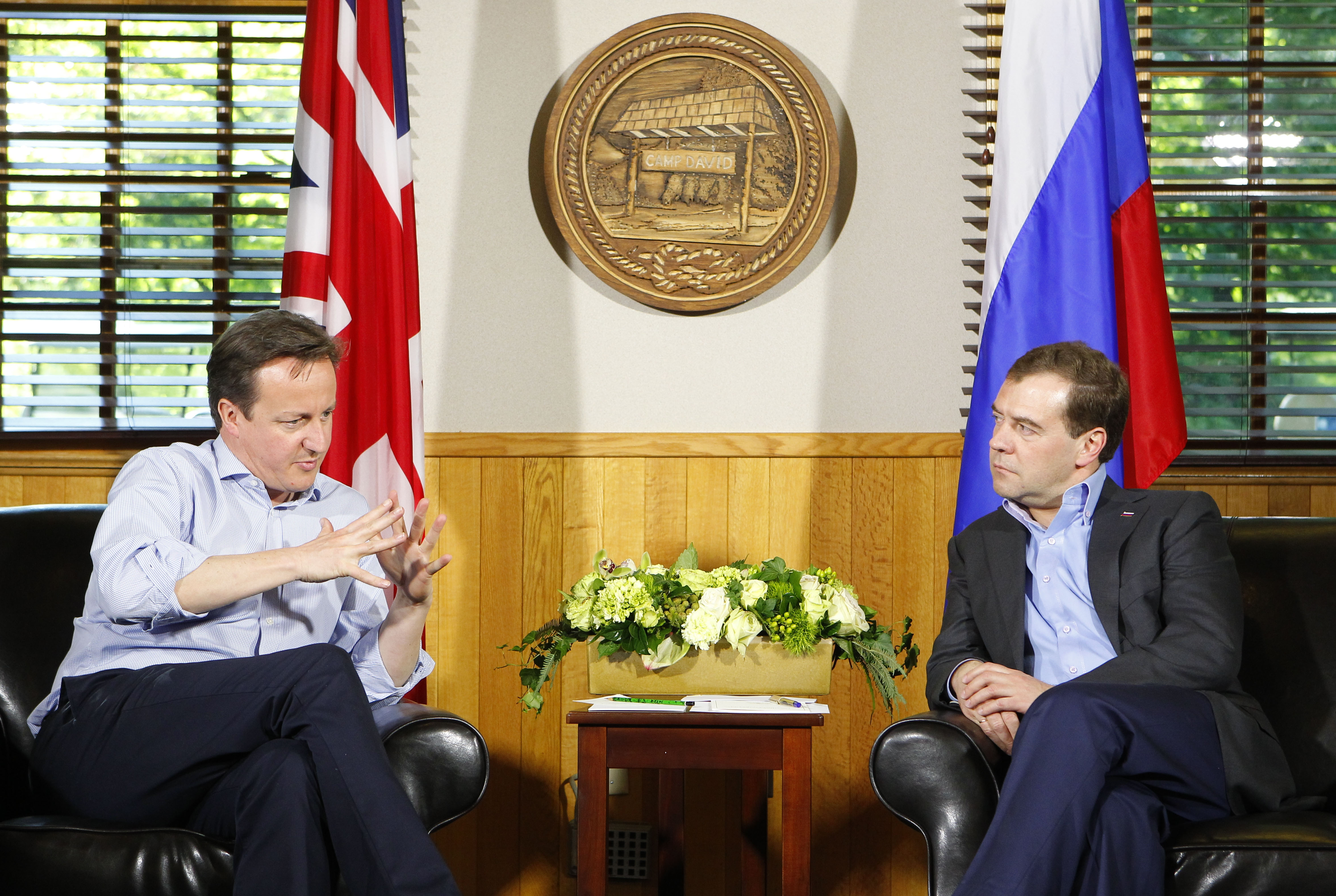
Premier Miedwiediew z premierem Wielkiej Brytanii Davidem Cameronem, 20 maja 2012

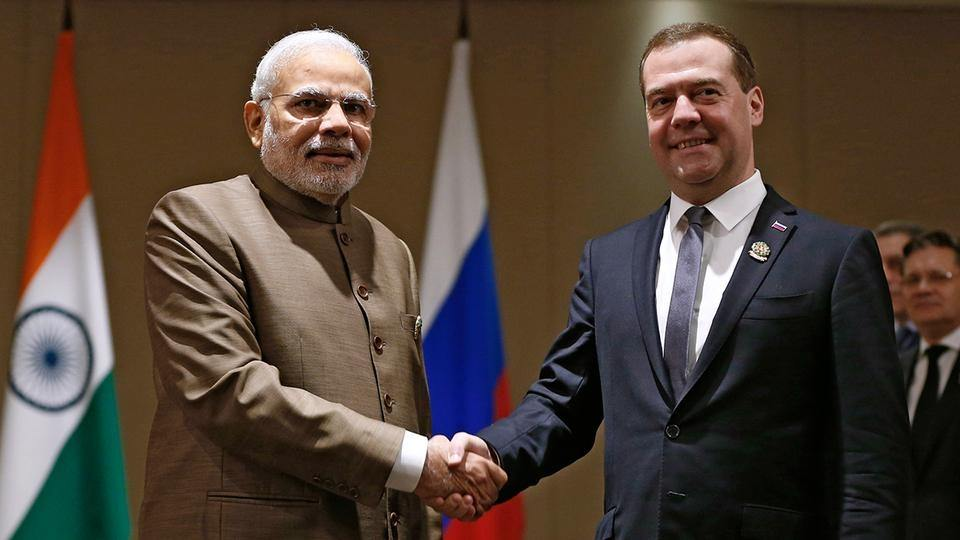
Premier Miedwiediew z premierem Indii Narendrą Modim, 13 listopada 2014 r.

Dmitrij Anatoljewicz Miedwiediew (cyryl. Дмитрий Анатольевич Медведев; wym. [ˈdmʲitrʲɪj ɐnɐˈtolʲjɪvʲɪtɕ mʲɪˈdvʲedʲɪf]ⓘ; ur. 14 września 1965 w Leningradzie) – rosyjski polityk, prawnik, działacz państwowy. Prezydent Federacji Rosyjskiej (2008–2012), a także wicepremier (2005–2008) i premier Rosji (2012–2020). Od 2020 wiceprzewodniczący Rady Bezpieczeństwa Federacji Rosyjskiej.

## Życiorys

### Dzieciństwo i młodość
Urodził się w rodzinie inteligenckiej. Jego ojciec Anatolij Afanasewicz Miedwiediew (1926–2004) był profesorem Leningradzkiego Instytutu Technologicznego. Jego matka Julia Weniaminowna (ur. 1939) – filologiem i wykładowcą w Instytucie Pedagogicznym.
Jest jedynakiem. Jako nastolatek pracował na stanowisku laboranta w Leningradzkim Instytucie Technologicznym.

### Wykształcenie i działalność naukowo-dydaktyczna
W 1987 r.  ukończył studia na Wydziale Prawa Leningradzkiego Uniwersytetu Państwowego, a w 1990  r. uzyskał tam stopień kandydata (odpowiednik stopnia doktora) nauk prawnych. W czasie studiów doktoranckich pracował jako asystent, a w latach 1990–1999 jako docent w Katedrze Prawa Cywilnego i jako wykładowca na Wydziale Prawa Leningradzkiego (później Petersburskiego) Uniwersytetu Państwowego. Jest współautorem podręcznika do prawa cywilnego.

### Kariera polityczna
W 1986 r., w okresie pierestrojki, wstąpił do Komunistycznej Partii Związku Radzieckiego. W trakcie studiów poznał Anatolija Sobczaka, który na Wydziale Prawa Uniwersytetu Leningradzkiego wykładał prawo cywilne. W 1989 r., gdy Sobczak ubiegał się o mandat deputowanego na Zjazd Deputowanych Ludowych ZSRR, Miedwiediew był pracownikiem jego sztabu wyborczego. Miedwiediew kontynuował współpracę z Sobczakiem przez kilka kolejnych lat, gdy ten pełnił funkcję mera Petersburga.
Od czerwca 1990 do stycznia 1991 Miedwiediew wchodził w skład zespołu doradców Sobczaka. Jednym z doradców był w tym czasie także Władimir Putin. Od czerwca 1991 Miedwiediew był ekspertem prawnym Komitetu Spraw Zagranicznych urzędu mera, na czele którego stanął Władimir Putin. Z pracy we władzach Petersburga Miedwiediew odszedł w 1996  r. po przegranej Sobczaka w wyborach municypalnych.
W 1999  r. Miedwiediew ponownie podjął współpracę z Putinem. Po objęciu przez Putina funkcji premiera został on mianowany zastępcą szefa administracji rządu Federacji Rosyjskiej. Po przejęciu przez Putina obowiązków głowy państwa od Borysa Jelcyna Miedwiediew przeszedł do pracy w administracji Prezydenta Federacji Rosyjskiej na stanowisku zastępcy, a od 2000  r. pierwszego zastępcy szefa administracji Prezydenta. W 2003  r. powołany na stanowisko szefa administracji Prezydenta. W listopadzie 2005 został mianowany pierwszym zastępcą Przewodniczącego Rządu (wicepremierem) Federacji Rosyjskiej.
Od 2000 do 2008  r. zasiadał w radzie dyrektorów Gazpromu.

#### Kandydat na prezydenta
Od kilku lat był wymieniany jako jeden z głównych kandydatów do przejęcia funkcji prezydenta Rosji po zakończeniu drugiej kadencji Władimira Putina w 2008 r. 10 grudnia 2007 został przedstawiony Putinowi jako kandydat na urząd prezydenta przez rosyjskie partie polityczne: Jedna Rosja, Sprawiedliwa Rosja, Agrarna Partia Rosji i Siła Obywatelska. Putin poparł jego kandydaturę. Był faworytem wyborów, które odbyły się 2 marca 2008. Według danych Centralnej Komisji Wyborczej wygrał je już w pierwszej turze, uzyskawszy 70,28% głosów (52 530 712 głosów). W czasie koncertu, który odbył się pod ścianą Kremla po zakończeniu głosowania, urzędujący prezydent Putin pogratulował Miedwiediewowi zwycięstwa w wyborach.

#### Prezydent
Dmitrij Miedwiediew objął urząd Prezydenta 7 maja 2008 roku. Jako prezydent elekt spotkał się z kilkoma zagranicznymi przywódcami, m.in. z ówczesnym prezydentem USA George W. Bushem, a potem Barackiem Obamą, kanclerz federalną Angelą Merkel, premierem Serbii Vojislavem Koštunicą, przewodniczącym ChRL Hu Jintao.
Niedługo po objęciu urzędu zdecydował też o wysłaniu sił rosyjskich, by wspomóc separatystów z Osetii Południowej podczas konfliktu z Gruzją. 26 sierpnia 2008 roku podjął decyzję o uznaniu niepodległości Osetii Południowej i Abchazji, pomimo protestów ze strony NATO, Unii Europejskiej oraz samej Gruzji.
Wraz z prezydentem Stanów Zjednoczonych podpisał nowy układ START, który miał zmniejszyć liczbę posiadanych głowic nuklearnych w USA i Rosji do 1550 oraz wszystkich wyrzutni do 80.
1 listopada 2010 jako pierwszy rosyjski przywódca od zakończenia II wojny światowej odwiedził Wyspy Kurylskie, co wywołało ostrą reakcję dyplomatyczną Japonii; czasowo odwołała ona swojego ambasadora z Moskwy.
Jako prezydent Rosji dwukrotnie gościł w Polsce, 18 kwietnia 2010 na uroczystościach pogrzebowych Lecha Kaczyńskiego i 6 grudnia 2010 podczas wizyty oficjalnej, kiedy to spotkał się z prezydentem Bronisławem Komorowskim i premierem Donaldem Tuskiem.

#### Premier
8 maja 2012, dzień po zakończeniu kadencji na urzędzie prezydenta, został desygnowany na urząd premiera przez prezydenta Władimira Putina.
15 stycznia 2020 podał się do dymisji. Na jego następcę prezydent Władimir Putin wyznaczył dotychczasowego przewodniczącego Federalnej Służby Podatkowej Michaiła Miszustina.

#### Rada Bezpieczeństwa Federacji Rosyjskiej
Wkrótce po zakończeniu urzędowania na stanowisku premiera został mianowany przez prezydenta Władimira Putina wiceprzewodniczącym Rady Bezpieczeństwa Federacji Rosyjskiej. W 2022 opowiedział się za uznaniem niepodległości dla tzw. Donieckiej i Ługańskiej Republiki Ludowej, oceniając, że po okresie stosowania sankcji kraje Zachodu wrócą do negocjacji z Rosją. Z kolei w odpowiedzi na zawieszenie członkostwa Rosji w strukturach Rady Europy stwierdził, że jest to okazja do przywrócenia stosowania kary śmierci na terenie Federacji Rosyjskiej.

## Życie prywatne
Miedwiediew jest żonaty od 1993 r. ze Swietłaną Miedwiediewą, z którą ma syna Ilję (ur. 1995).
Miedwiediew jest aktywny sportowo, pływa oraz podnosi ciężary. Uprawia również jogging, jogę i gra w szachy. Czyta także książki m.in. autorstwa Michaiła Bułhakowa, kibicuje zespołowi Zenit Petersburg. Jest miłośnikiem muzyki hard rock, słucha Black Sabbath, Deep Purple, Led Zeppelin i Pink Floyd, jest także kolekcjonerem płyt winylowych, zebrał także wszystkie nagrania Deep Purple. W młodości sporządzał kopie ich utworów, ponieważ oryginały znajdowały się na urzędowej czarnej liście. W lutym 2008 wraz z ministrem Siergiejem Iwanowem wziął udział w koncercie grupy Deep Purple w Moskwie.
W Runecie i pismach satyrycznych nazwisko Miedwiediewa stało się obiektem żartów.

## Odznaczenia (lista niepełna)
- Order „Za zasługi dla Ojczyzny” I klasy (2001, Rosja)[19]
- Medal Pamiątkowy 1000-lecia Kazania (2005, Rosja)[20]
- Krzyż Wielki z Diamentami Orderu Słońca Peru (2008, Peru)[21]
- Wielki Łańcuch Orderu Oswobodziciela (2008, Wenezuela)[22]
- Medal „10 lat Astany” (2008, Kazachstan)[23]
- Order Gwiazdy (2011, Autonomia Palestyńska)[24]
- Order Chwały (2011, Armenia)[25]
- Order „Danaker” (2015, Kirgistan)[26]